# Dorcadion brunoi
Dorcadion brunoi là một loài bọ cánh cứng trong họ Cerambycidae.